# Calumia papuensis
Calumia papuensis is een straalvinnige vissensoort uit de familie van de slaapgrondels (Eleotridae). De wetenschappelijke naam van de soort is voor het eerst geldig gepubliceerd in 2010 door Allen & Erdmann.